# Hafragilsfoss
De Hafragilsfoss is een 27 meter hoge waterval in het noordoosten van IJsland. Hij ligt in de Jökulsá á Fjöllum, die met zijn 206 kilometer lengte IJslands een na langste gletsjerrivier is. De oorsprong van deze rivier ligt in de Vatnajökull gletsjer en het modderige water perst zich met een volume van meer dan 200.000 liter per seconde door een ruim 100 meter hoge, 500 meter brede en 25 km lange kloof richting Noordelijke IJszee. Ter hoogte van de Hafragilsfoss doorsnijdt de rivier de roodgekleurde Randarhólar kraters. Ongeveer 2 kilometer stroomopwaarts van de Hafragilsfoss ligt de Dettifoss, de meest krachtige waterval van Europa. Dit gebied maakt deel van de Jökulsárgljúfur (gletsjerrivierkloof) uit, sinds 1945 een van de vier Nationale Parken van IJsland.